# 古龙岗镇
古龙岗镇，是中华人民共和国江西省赣州市兴国县下辖的一个乡镇级行政单位。

## 行政区划
古龙岗镇下辖以下村级地区：
古龙岗村、乐团村、万溪村、寨上村、建设村、瑶前村、油桐村、江夏村、蜈溪村、大山村、黄塘村、江湖村、忠田村、中坪村和营前村。